# Château de Cabrera (Alt Empordà)
Le château de Cabrera est une fortification médiévale de l'ancien comté de Besalú situé sur la commune de Maçanet de Cabrenys en Catalogne (Espagne). Il est classé en tant que monument historique depuis 1949.

## Géographie
Le château de Cabrera est situé au nord-est de Maçanet de Cabrenys, à proximité du Puig del Faig et de la frontière avec la France, à l'extrémité orientale du massif des Salines. Perché à une altitude de 852,4 mètres, il offre une vue sur une grande partie des vallées de l'Alt Empordà et de l'Alt Garrotxa. L'accès le plus facile en est par l'est, par la route en provenance de La Vajol ou, à pied, depuis Las Illas en passant par le col de Lli.

## Histoire
La roche de Cabrera est mentionnée pour la première fois en l'an 1003, en tant que limite des biens possédés par le monastère Saint-Pierre de Camprodon. Une idée erronée propagée par un érudit en a fait un château bâti par les Templiers. Le château existe avec certitude à la fin du XIe siècle, ainsi qu'en témoigne un serment de fidélité de 1070 de divers vassaux envers le comte Bernard II de Besalú, conservé dans le Liber feudorum maior. Parmi ces vassaux se trouve un certain Guillaume Bernard, fils d'Arsendis, qui prête serment pour le château de Cabrera et ses environs, ainsi que pour de multiples autres châteaux de la région, parmi lesquels ceux de Serralongue et de Cabrenç.
Au XIIIe siècle, le château de Cabrera et ses environs, dont Maçanet, appartiennent à la famille des Hortal (qui prend plus tard le nom de Cabrera), vassaux des Serralongue, seigneurs de la baronnie de Cabrenys (d'où vient le nom de Cabrenç). En 1221, Béatrice d'Hortal laisse un testament en faveur de son mari Pierre d'Orriols. Vers 1260, le seigneur du château est un certain Mascarós d'Hortal. Il sollicite en 1271 l'agrément de l'évêque de Gérone pour construire le sanctuaire de Notre-Dame des Salines. En 1279, il dote justement le sanctuaire, avec son épouse Ermessende de Cabrera, de différents biens et possessions dans la montagne et à proximité du château. Son successeur se fait nommer Arnaud de Cabrera, mais aussi tantôt Arnaud de  Maçanet, en référence au village où il préférait résider.
L'édifice est classé monument historique espagnol par décret du 22 avril 1949 publié le 5 mai 1949 et devient un bien culturel d'intérêt national à la suite de la loi de 1993.

## Architecture
Le château de Cabrera n'est accessible que par le côté nord. Les autres côtés sont naturellement protégés par des falaises qui font jusqu'à 65 mètres de hauteur.
Le château est actuellement en ruines. Seuls subsistent des vestiges de murs, pour la plupart peu élevés.